# Деревопоклонство
Деревопокло́нство або ку́льт дере́в — поклоніння деревам, лісам, гаям в народних віруваннях.

## Загальна характеристика
Практично для всієї первісної культури була характерною віра в те, що саме у затишних лісах та гаях, подалі від людей живуть боги. Е. Тайлор писав: «Для прихильників культу дерев не існує ніякої різниці між священним деревом і священною дібровою. Дерево може служити чимось на зразок сцени чи вівтаря, зручних для жертвоприношень якійсь духовній істоті».
Священні гаї, як місця здійснення обрядів і молінь, були відомі народам Близького Сходу, у Стародавній Греції і Італії, звідки поширився вплив на розвиток культури і обряди кельтських, германських та слов'янських племен. Священні дерева відомі у стародавніх семітів, так само культ дерев був поширений у античних греків і римлян. На Форумі у Римі до імператорських часів поклонялись священному фіговому дереву Ромула. За ним вгадували майбутнє: якщо воно хоч трохи прив'ядало, тисячі людей охоплювала паніка. Дерева, особливо великого розміру, з давніх часів поважалися у багатьох індоєвропейських народів.
На Русі поклонялися деревам зазвичай великого розміру — дубу, буку, липі і подібним. Вважалось, що на таких деревах живуть давні боги. У «Початковому літописі» (1093) повідомляється, що поляни приносили жертви «рощенієм», тобто рослинами; про це також говорить Єпископ Кирило Туровський у XII столітті і Густинський літопис. На думку Є. Анічкова, на тому місці, де тепер знаходиться Києво-Печерська лавра, раніше був священний гай, в якому стояли київські боги, а серед них, ймовірно, Перун.
Явище культу дерева пояснює персоніфікацію багатьох дерев, поширену у народній творчості, — у казках, піснях, поговірках. Приміром, у піснях-баладах дерева говорять людською мовою, коли їх збираються рубати. Давнє поклоніння деревам знайшло також відображення в атрибутах низки народних обрядів, таких як весільне вільце, купальське деревце, биття вербою у Вербну суботу, клечання у Зелену неділю тощо.

## Окремі дерева у віруваннях

### Дуб
Дуб займав особливе місце в обрядах і повір'ях, пов'язаних з деревом. Це зумовлене насамперед його фізичною природою — розмірами, міцністю, довговічністю. Дубові гаї вважались місцезнаходженням богів, яким під найстарішими дубами приносили жертви. Практично в усіх давніх культурах з дубом пов'язувались наймогутніші боги: Зевс, Юпітер, Тор чи Донар (у германців), Перун (у давніх слов'ян).
В українців дуб був особливо священним деревом, втіленням Світового Дерева-Прадуба, яке росте у вирії. Під великим дубом також приносили жертви богам. Костянтин Порфірородний, зокрема, повідомляв, як молилися і складали жертви («жерли») до великого дуба подорожні руси на острові Хортиця.
Великий дуб називають дубом-велетом, дубом-велетнем. У давнину дуб рубали тільки з дозволу волхвів.
У XX сторіччі на території між Києвом і Черніговом, у водах Дніпра і Десни виявили кілька священних дубів, що датуються VII–VIII століттями. У стовбури цих велетенських дерев, у місцях, де від них починали відходити гілки, були вставлені щелепи молодих кабанів догори іклами — так, щоб вони утворювали за формою чотирикутник.

### Береза
У східних слов'ян також особливо шанували березу — символ чистоти й родючості. Відомо чимало обрядів з цим деревом. Поклонялись як живій березі у лісі, так і принесеному у село свіжозрубаному дереву. Березу часто садили біля хати як оберіг. Давній характер мають обряди, пов'язані з «майським деревом», роль якого виконувала саме береза, урочисто принесена з лісу. З XVIII ст. зимовим аналогом майського дерева стала новорічна чи різдвяна ялинка.

## Дерева у народних повір'ях
- Звичайна і плакуча верба — символ журби, оскільки за народними переказами, саме з її дерева робили цвяхи для хреста. Певну пошану здобула через свою невибагливість.
- Береза — символ дівочої чистоти і смутку, оскільки налякалася і побіліла, але не прийняла зрадника Юди, коли той хотів на ній повіситися.
- Осика — нечиста і проклята; вона постійно тремтить, тому що саме на ній повісився Юда.
- Бузина — також вважається нечистою; в народі побутує думка, що на ній повісили великомученицю Варвару. Її не слід викопувати, щоб не сполохати чорта.
- Калина — символ краси і дорослості дівчини, кохання, вірності та крові.
- Лоза — символ дорослості дівчини і сирітства.

## В літературі
В повісті Б. Грінченка «Під тихими вербами» описано ритуальний обряд з деревом:
| Як садовина не родить, то на Святий вечір дідусь беруть сокиру та й ідуть до груші або до яблуні, та й нахваляються, що рубатимуть: «Як не родитимеш, то зрубаю і в піч уметаю, а попіл на вітер порозпускаю!» — Дак воно злякається та й родить. |